# Psycho (Post Malone-dal)
A Psycho Post Malone amerikai rapper és énekes dala, amin közreműködött Ty Dolla $ign amerikai énekes. 2018. február 23-án jelent meg a Republic Records kiadón keresztül, a harmadik kislemezként Malone harmadik stúdióalbumáról, a Beerbongs & Bentleys-ről (2018). A dal szerzője az előadók mellett Louis Bell volt, aki egyben producerként is dolgozott a dalon, Malone-nal együtt. Dalszövegét tekintve a szám főleg Malone életstílusára koncentrál, a hírnevére és bizalomhiányra.
A dalt a legtöbb zenei szakértő negatívan értékelte, a Time magazin 2018 legrosszabb dalának választotta. A dal második helyen debütált a Billboard Hot 100-on, Drake God’s Plan száma mögött, majd az év júniusában érte el a csúcsot, amivel Malone második és Ty Dolla $ign első listavezető kislemeze lett.

## Háttér
Malone a dal egy részletét először 2017. január 4-én mutatta be, mikor egy videót posztolt a stúdióból, a dallal a háttérben. Több, mint egy évvel később, 2018. február 21-én kiadott egy 30 másodperces előzetest Twitteren, ami főként az ő versszakát ölelte fel. A kislemez albumborítóját is ezzel együtt adta ki, egy farkas és egy buldózer látható rajta, Posty Co. felirattal. A dal két nappal később, február 23-án jelent meg.

## Kompozíció
A Billboard és a Spin szerint a dal egy lassú trap alappal rendelkezik és hangzásra hasonlít Malone 2015-ös White Iverson kislemezéhez.

## Fogadtatás
Sheldon Pearce (Pitchfork) szerint a dalban szerepelnek a „talán legérdektelenebb rappek, amiket el tudnál képzelni,” „olyan ötletekkel játszadozik, amiket már bőven kibeszéltek a hiphopban az elmúlt években.” Patrick Hosken (MTV News) véleménye szerint a dal „megtalál egy olyan késő esti érzést, amit kifejt, mint a luxus nyugodt ünneplése.” Mitch Findlay (HotNewHipHop) azt írta, hogy „ugyanazon képlet alapján készült, mint” Post Malone előző kislemeze, a Rockstar, azt mondva, hogy „a dalok több helyen is hasonlítanak hangzásukat tekintve,” de a Psycho a kettő közül a sokkal visszafogottabb. A Time magazin 2018 legrosszabb dalának választotta.

## Videóklip
A Psycho hivatalos videóklipje 2018. március 22-én jelent meg Post Malone Vevo YouTube-csatornáján. James DeFina rendezte. A klipben Malone látható egy FV103 Spartan páncélozott szállító harcjárműn, ahogy egy farkas ellen küzd egy lángszóróval, illetve a két előadó egy lezuhant repülőgép roncsai között. 2022 októberéig 974 millió megtekintéssel rendelkezik.

## Közreműködők
- Post Malone – producer, programozás, vokál
- Ty Dolla Sign – vokál
- Louis Bell – producer, programozás, hangmérnök, vokál producer
- Manny Marroquin – keverés

## Slágerlisták
| Slágerlista (2018)                    | Legmagasabb pozíció |
| ------------------------------------- | ------------------- |
| Ausztrália (ARIA)                     | 1                   |
| Ausztria (Ö3 Austria Top 40)          | 5                   |
| Belgium (Ultratop 50 Flanders)        | 15                  |
| Belgium (Ultratip Wallonia)           | 1                   |
| Csehország (Singles Digitál Top 100)  | 4                   |
| Dánia (Tracklisten Top 40)            | 2                   |
| Egyesült Királyság (UK Singles Chart) | 4                   |
| Finnország (Singlet Top 20)           | 4                   |
| Franciaország (Single Top 100)        | 39                  |
| Görögország (IFPI Greece)             | 4                   |
| Hollandia (Top 40)                    | 18                  |
| Hollandia (Single Top 100)            | 8                   |
| Írország (IRMA)                       | 2                   |
| Kanada (Canadian Hot 100)             | 1                   |
| Kolumbia (National-Report)            | 89                  |
| Libanon (Lebanese Top 20)             | 16                  |
| Magyarország (Single Top 40)          | 27                  |
| Magyarország (Stream Top 40)          | 2                   |
| Malajzia (RIM)                        | 6                   |
| Németország (Media Control Charts)    | 6                   |
| Norvégia (VG-lista)                   | 2                   |
| Olaszország (FIMI)                    | 18                  |
| Portugália (AFP Top 100 Singles)      | 3                   |
| Salvador (Monitor Latino)             | 14                  |
| Skócia (Scottish Singles Top 40)      | 23                  |
| Spanyolország (PROMUSICAE)            | 62                  |
| Svájc (Schweizer Hitparade)           | 11                  |
| Svédország (Sverigetopplistan)        | 1                   |
| Szingapúr (RIAS)                      | 19                  |
| Szlovákia (Singles Digitál Top 100)   | 1                   |
| US Billboard Hot 100                  | 1                   |
| US Adult Top 40 (Billboard)           | 36                  |
| US Dance/Mix Show Airplay (Billboard) | 5                   |
| US Hot R&B/Hip-Hop Songs (Billboard)  | 1                   |
| US Mainstream Top 40 (Billboard)      | 1                   |
| US Rhythmic (Billboard)               | 1                   |
| Új-Zéland (Recorded Music NZ)         | 2                   |

| Slágerlista (2018)                           | Pozíció |
| -------------------------------------------- | ------- |
| Ausztrália (ARIA)                            | 7       |
| Ausztria (Ö3 Austria Top 40)                 | 57      |
| Belgium (Ultratop Flandria)                  | 70      |
| Dánia (Tracklisten)                          | 17      |
| Dél-Korea (Gaon International)               | 100     |
| Egyesült Királyság (Official Charts Company) | 22      |
| Észtország (IFPI)                            | 11      |
| Franciaország (SNEP)                         | 170     |
| Hollandia (Single Top 100)                   | 70      |
| Írország (IRMA)                              | 24      |
| Kanada (Canadian Hot 100)                    | 8       |
| Németország (Official German Charts)         | 74      |
| Olaszország (FIMI)                           | 91      |
| Portugália (AFP)                             | 18      |
| Svájc (Schweizer Hitparade)                  | 89      |
| Svédország (Sverigetopplistan)               | 14      |
| US Billboard Hot 100                         | 6       |
| US Dance/Mix Show Airplay (Billboard)        | 15      |
| US Hot R&B/Hip-Hop Songs (Billboard)         | 4       |
| US Mainstream Top 40 (Billboard)             | 12      |
| US Rhythmic (Billboard)                      | 5       |
| Új-Zéland (Recorded Music NZ)                | 4       |
| Slágerlista (2019)                           | Pozíció |
| US Rolling Stone Top 100                     | 100     |

| Slágerlista (2010–2019)              | Pozíció |
| ------------------------------------ | ------- |
| US Billboard Hot 100                 | 79      |
| US Hot R&B/Hip-Hop Songs (Billboard) | 50      |

## Minősítések
| Régió                        | Minősítések     | Példányszám |
| ---------------------------- | --------------- | ----------- |
| Ausztrália (ARIA)            | 7× Platinalemez | 490 000     |
| Belgium (BEA)                | Aranylemez      | 10 000      |
| Brazília (Pro-Música Brasil) | 2× Platinalemez | 80 000      |
| Dánia (IFPI Danmark)         | 2× Platinalemez | 180 000     |
| Egyesült Államok (RIAA)      | 7× Platinalemez | 7 000 000   |
| Egyesült Királyság (BPI)     | 2× Platinalemez | 1 200 000   |
| Hollandia (NVPI)             | Platinalemez    | 80 000      |
| Kanada (Music Canada)        | 9× Platinalemez | 720 000     |
| Mexikó (AMPROFON)            | 2× Platinalemez | 120 000     |
| Németország (BVMI)           | Aranylemez      | 200 000     |
| Norvégia (IFPI Norway)       | Platinalemez    | 60 000      |
| Olaszország (FIMI)           | Platinalemez    | 50 000      |
| Portugália (AFP)             | 2× Platinalemez | 20 000      |
| Új-Zéland (RMNZ)             | 2× Platinalemez | 60 000      |
| Streaming                    |                 |             |
| Svédország (GLF)             | Platinalemez    | 8 000 000   |

## Kiadások
| Régió            | Dátum             | Formátum                     | Kiadó    | For.   |
| ---------------- | ----------------- | ---------------------------- | -------- | ------ |
| Világszerte      | 2018. február 23. | digitális letöltés streaming | Republic | [ 95 ] |
| Egyesült Államok | 2018. február 27. | ritmikus kortárs rádió       | Republic | [ 96 ] |